# 만화-코믹-게임 홍콩

ACGHK 로고

애니메이션-코믹-게임 홍콩(ACGHK, 중국어 정체자: 香港動漫電玩節)은 홍콩을 기반으로 한 애니메이션, 일본 만화, 게임에 중점을 둔 자료-오락 박람회이자 북 페어이다. 매년 8월경 홍콩 컨벤션 센터에서 개최되며, 만화책 및 만화 관련/애니메이션 관련/게임 관련 제품을 전시하고 판매한다. ACGHK의 제품 및 서비스 범주는 수년에 걸쳐 꾸준히 확장되었다.

## 역사

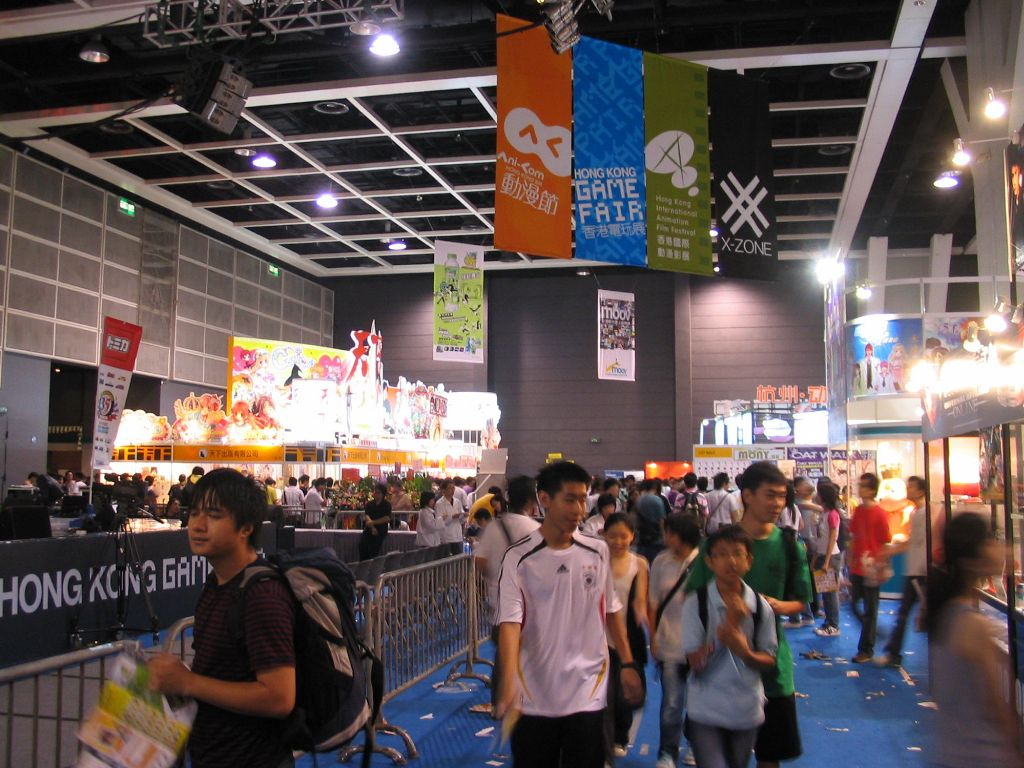
애니메이션-코믹 컨벤션

이 박람회는 이전에 홍콩 코믹 페스티벌(香港漫畫節)로 불렸다. 2004년에는 애니맥스 홍콩의 후원을 받아 2004 애니맥스 서머 펀타지라고 불렸다.
2006년부터 홍콩 코믹 페스티벌은 애니콤 홍콩(香港動漫節)으로 이름이 변경되었고 홍콩 게임 페어(香港電玩展)와 함께 개최되었다.
애니메이션-코믹-게임 홍콩(ACGHK, 정체자 중국어 정체자: 香港動漫電玩節)은 2008년부터 애니콤 홍콩(香港動漫節)과 홍콩 게임 페어(香港電玩展)가 합쳐진 것이다. ACGHK는 홍콩에서 애니메이션, 중국 만화 및 게임에 중점을 둔 자료-오락 박람회이자 북 페어이다. 매년 8월경 홍콩 컨벤션 센터에서 개최된다.

## 행사 및 컨벤션
만화 외에도, 이 컨벤션은 만화, 애니메이션, 비디오 게임 관련 제품을 판매한다. 이러한 판매는 대부분 한정판 제품으로 큰 수익을 창출하며, 십대들이 밤새도록 또는 심지어 하루 이틀 전부터 줄을 서게 만든다.
이 컨벤션에서는 또한 쇼, 코스프레, 댄스/게임 경연 대회도 열린다. 매년 열리는 홍콩 게임 페어는 만화 축제와 함께 개최된다. 마이크로소프트의 엑스박스와 같은 회사들은 이 쇼에서 큰 키오스크와 전시물을 설치한다. 삼성 게임 걸 대회에서는 11명의 소녀들이 "게임 걸" 타이틀을 놓고 경쟁하며, 우승자들은 매우 짧은 시간에 연예계나 모델링 분야에 진출하여 유명해진다. 전시회가 매우 혼잡하기 때문에 대기업들은 최고 모델들을 위해 사고 보험에 가입하고 추가 경비원을 고용한다.
2010년 컨벤션은 7월 30일부터 8월 3일까지 HKCEC에서 열렸다. 또한 중국의 일주일간의 중화인민공화국 국경절 연휴 기간인 10월 2일부터 6일까지 중국 광저우시에서도 개최될 예정이다.
https://web.archive.org/web/20100820204138/http://www.ani-com.hk/pdf2010/exhibitors.pdf

## 공연자
- 2009년 – 나카가와 쇼코, 노토 아리사 (能登有沙)
- 2010년 – Mr., 셰안치(謝安琪), 관추야오(關楚耀), 셰후이링(謝慧玲) 무도학원. MC 진, 관언나(官恩娜), 가오하이닝(高海宁), Khole Chu, Shina, Puffy, Castle, Fundanjuku, Haze, SCANDAL

## 같이 보기
- 코믹월드
- 중국 만화
- 코미푸로
- 코믹마켓